# Sartana (Ukraine)
Pour les articles homonymes, voir Sartana.
Sartana (en ukrainien et en russe : Сартана) est une commune urbaine de l'oblast de Donetsk, en Ukraine orientale. Sa population s'élevait à 10 783 habitants en 2013.

## Géographie
Sartana est située à environ 12 km au nord-est du centre de Marioupol, sur la rive droite du Kalmious.

## Administration
Sartana fait administrativement partie du raïon urbain Ilitch de la municipalité de Marioupol.

## Histoire

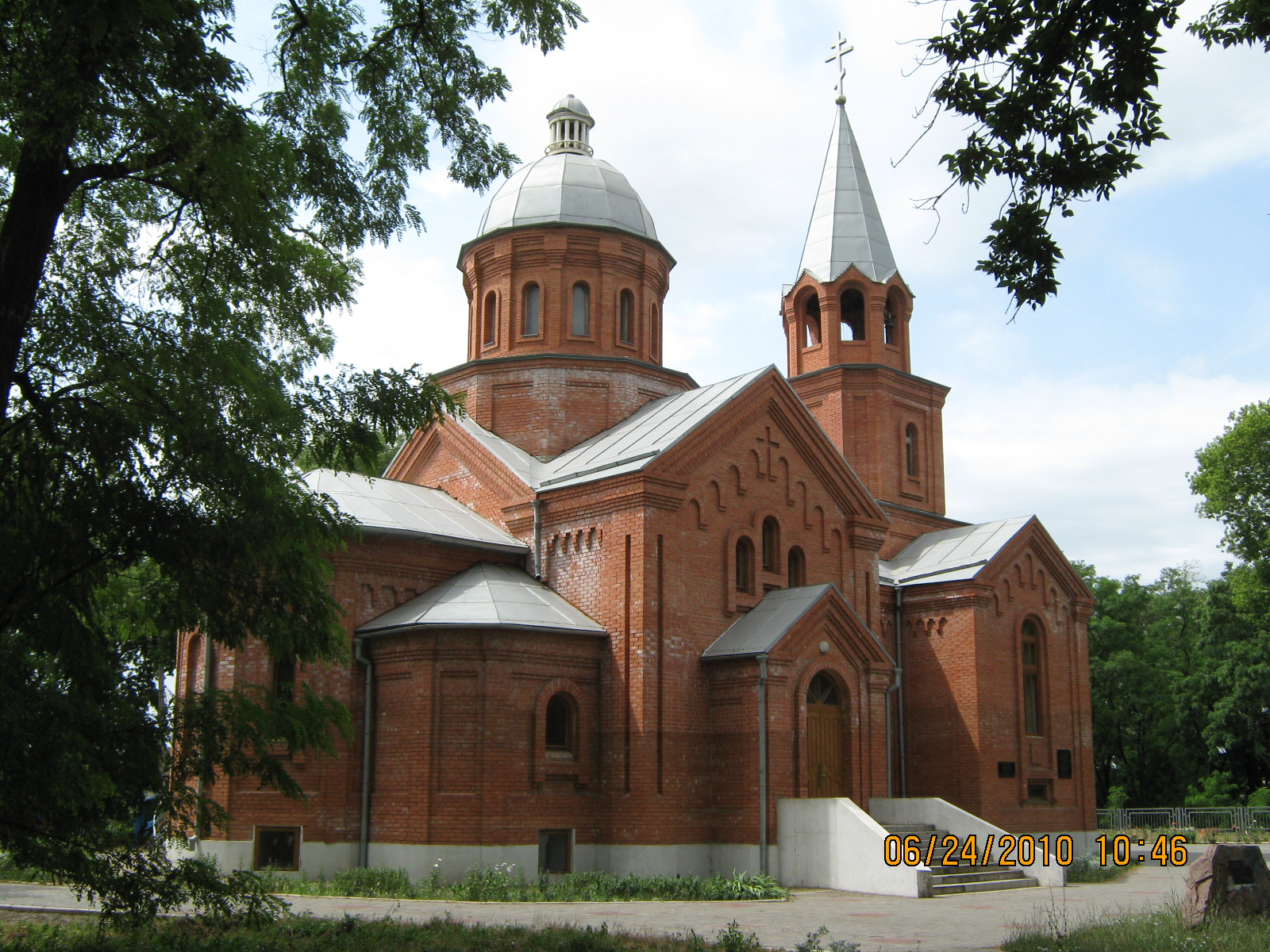
Église de Sartana

La première mention écrite de la localité date de 1780. Elle est alors peuplée de colons grecs pontiques. En 1938, elle reçoit le statut de commune urbaine et est renommée Primorskoïe — ou Prymorske en ukrainien. Elle retrouve son ancien nom de Sartana en 1990. Depuis 1987, il y a un musée d'histoire et d'ethnographie des Grecs de la mer d'Azov animé par le musée d'art local de Marioupol.
Le 1er mars 2022, les forces armées russes se sont emparées de Sartana dans le cadre du siège de Marioupol.

## Population
Recensements (*) ou estimations de la population :
| 1959* | 1970* | 1979*  | 1989*  |
| ----- | ----- | ------ | ------ |
| 7 856 | 8 823 | 10 031 | 10 791 |

| 2001*  | 2011   | 2012   | 2013   |
| ------ | ------ | ------ | ------ |
| 10 951 | 10 772 | 10 762 | 10 783 |

### Personnalités liées

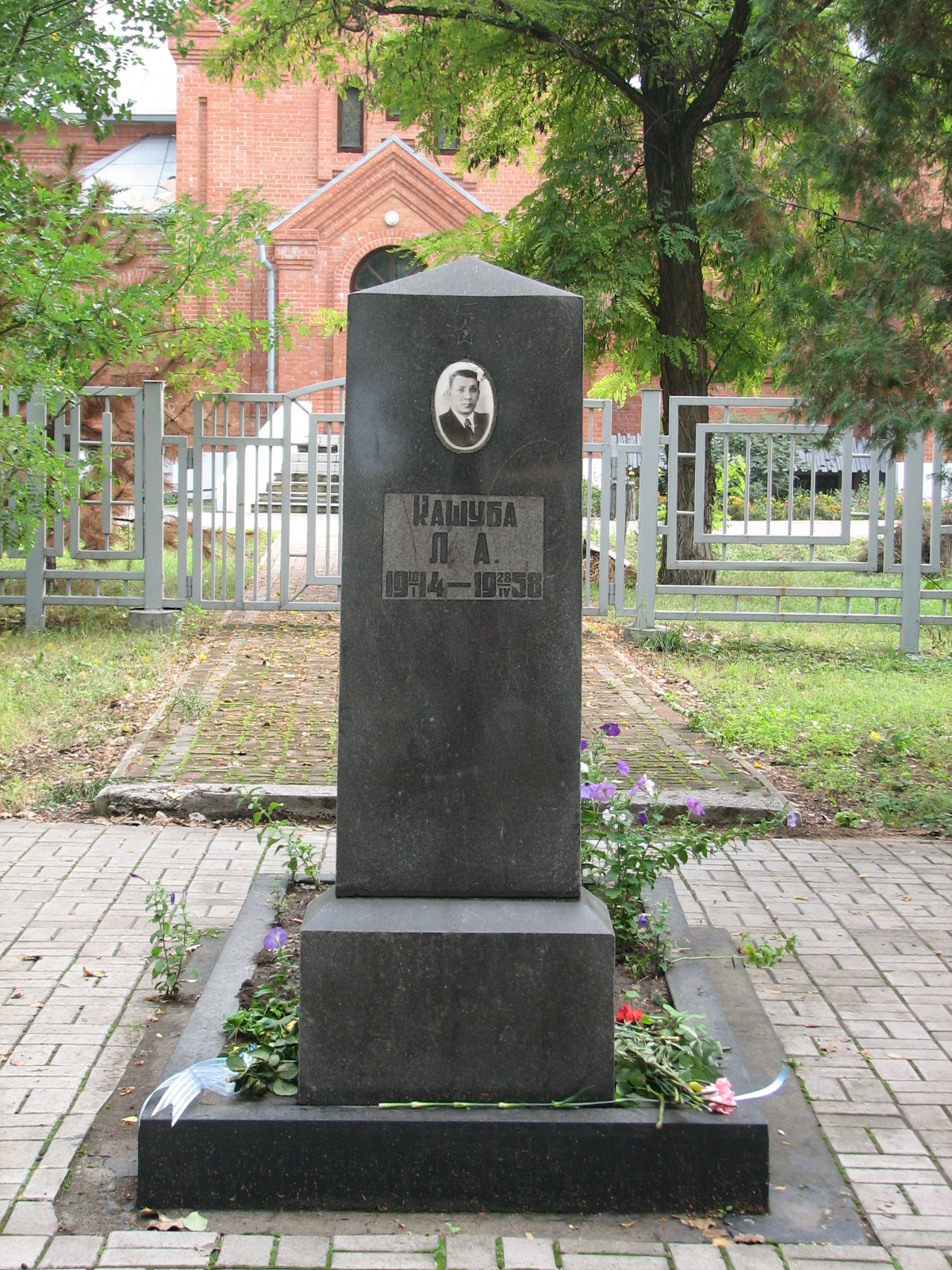
Tombe de Leonid Kachuba classée
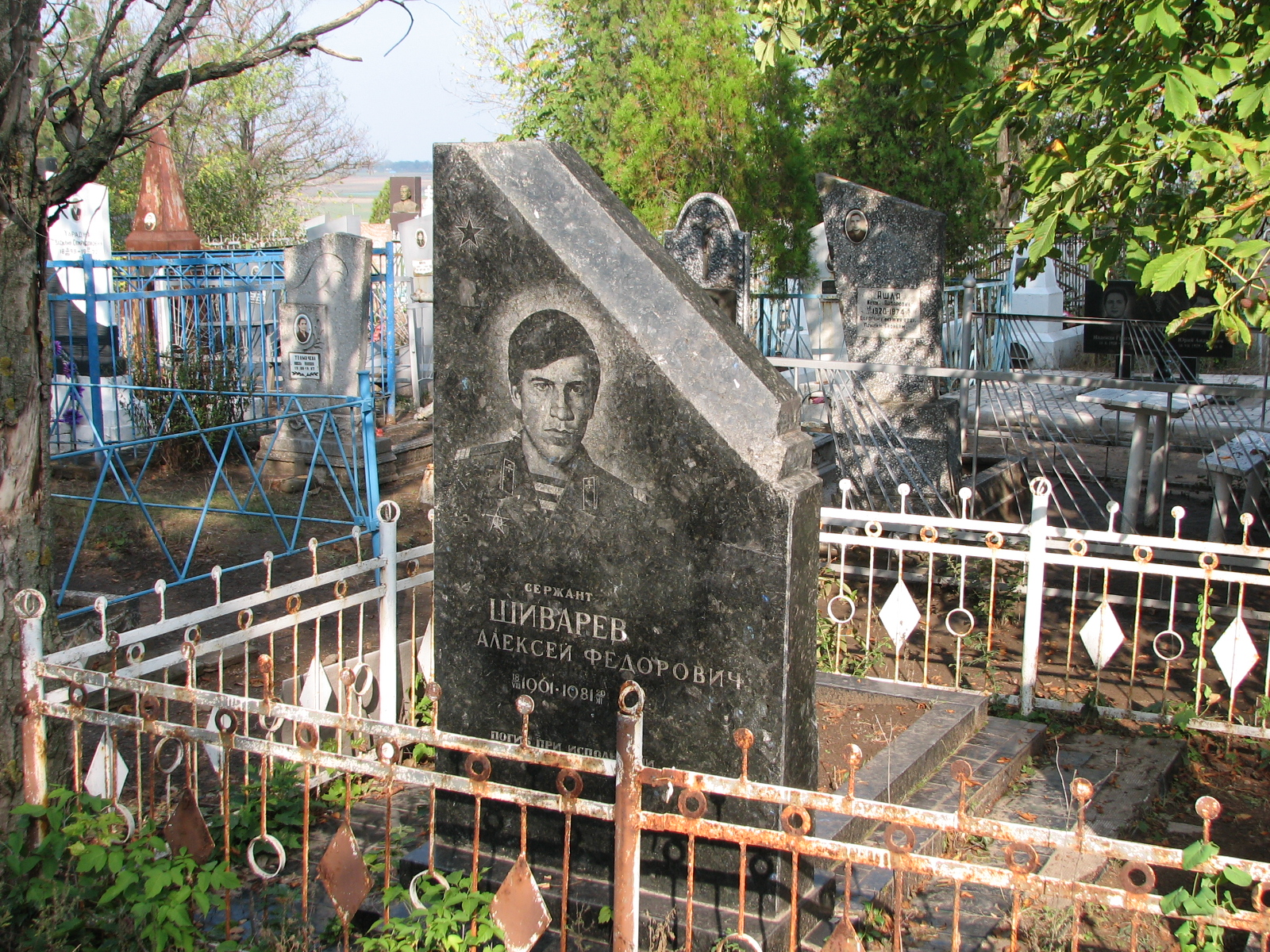
tombe de Oleski Chivariof classée